# Jan Olszewski (krytyk filmowy)
Jan Olszewski (ur. 23 sierpnia 1934, zm. 13 lutego 2014 w Warszawie) – polski krytyk filmowy.

## Życiorys
Był absolwentem Uniwersytetu Wrocławskiego i Państwowej Wyższej Szkoły Filmowej, Telewizyjnej i Teatralnej im. Leona Schillera w Łodzi. Od 1956 roku związany był z magazynem „Film”. Wieloletni członek Koła Piśmiennictwa Stowarzyszenia Filmowców Polskich. Należał do grona najbardziej cenionych polskich krytyków filmowych.